# Madonna Castiglioni
La Madonna Castiglioni è un dipinto a tempera e oro su tavola (39x31 cm) di Carlo Crivelli, databile al 1490 circa e conservato nella National Gallery of Art di Washington.

## Storia
La più antica menzione sicura dell'opera è nella collezione di Eugen Miller von Aicholz a Vienna ai primi del Novecento, prima di passare in quella di Camillo Castiglioni (1924). Fu portata ad Amsterdam e qui venduta ai Colnaghi per M.me E. ten Cate di Enschede. Nell'aprile del 1930 la acquistarono i Duveen Brothers che la esportarono negli Stati Uniti, vendendola nel 1937 alla Fondazione Kress; fece poi parte della donazione alla nascente galleria nazionale di Washington.
La datazione si basa su valutazioni stilistiche ed è solitamente riferita a una fase tarda, tra Fabriano e Matelica (van Marle), mentre la Bovero ipotizzò una vicinanza con la Madonna col Bambino che regge una mela risalente a circa un decennio prima.

## Descrizione e stile
In ottimo stato di conservazione, la Madonna mostra uno schema spesso replicato con varianti dall'artista, destinato alla devozione privata. Il Bambino sta in piedi su un parapetto retto dalla madre che lo abbraccia sporgendosi a mezza figura. Frutti simbolici pendono dall'alto, così come una ciliegia si trova appoggiata sul davanzale, allusione al sangue che il Bambino verserà col suo martirio per redimere l'umanità.
Lo sfondo dorato dà un'aura di sacralità astratta alla scena, così come il tripudio decorativo, dato dall'inarrivabile artigianalità dell'artista (elementi a rilievo, effetti damascati, punzonature). Più realistici sono invece alcuni dettagli come la magrissima e affusolata mano di Maria, che carezza un ginocchio del bimbo.